# Aulosepalum riodelayense
Aulosepalum riodelayense là một loài thực vật có hoa trong họ Lan. Loài này được (Burns-Bal.) Salazar mô tả khoa học lần đầu tiên vào năm 2011.